# 1972年马来西亚圣约翰救护机构法令
1972年马来西亚圣约翰救护机构（团体）法令（简称：「圣约翰法令」或「第74条法令」）是一套由马来西亚国会上下两院于1972年所制定，并于同年获得第5任最高元首端姑阿都哈林陛下御准的法令。
该法令将位于马来亚、沙巴和砂拉越的圣约翰救伤会（St. John Ambulance Association）和圣约翰救伤队（St. John Ambulance Brigade）合并成为马来西亚圣约翰救护机构（St. John Ambulance of Malaysia）。此外，该法令也规定马来西亚圣约翰救护机构的组织架构、运作方式、新会员的合法登记与注册方法。该法令的成立也让马来西亚圣约翰救护机构成为国家法定组织，受马来西亚法律保护，但同时隶属于国际圣约翰救护机构。

## 历史
位于马来亚的圣约翰救伤会（简称：SJAA）由当时的英国殖民地医务人员于1908年成立。由于第二次世界大战的缘故，英国政府决定于1938年在其马来亚以及婆罗洲的殖民地组建圣约翰救伤队（简称：SJAB）。
马来亚于1957年8月31日独立，并于1963年9月16日与沙巴和砂拉越合并为马来西亚。马来西亚政府为了加强SJAA和SJAB的运作，于1971年拟定法案，并于1972年3月23日在马来西亚国会通过了1972年马来西亚圣约翰救护机构法令（St. John Ambulance of Malaysia (Incorporation) Act 1972），将SJAA和SJAB便合并成为马来西亚圣约翰救护机构（简称：SJAM），SJAM也成为了马来西亚的法定组织，受马来西亚法律保护。
1973年8月1日，时任卫生部长兼时任圣约翰理事会主席丹斯里沙顿朱比正式颁布「马来西亚圣约翰救护机构规则」（St. John Ambulance of Malaysia Rules）以及「马来西亚圣约翰救护机构总则」（General Regulations of the St. John Ambulance of Malaysia）。

## 法令内容
- 第1章：简称和开始
- 第2章：解释
- 第3章：合并位于马来亚、沙巴和砂拉越的圣约翰救伤会和圣约翰救伤队
- 第4章：合并的对象
- 第5章：合并的宗旨和目的
- 第6章：圣约翰理事会
- 第7章：圣约翰公章
- 第8章：会员登记法
- 第9章：圣约翰规则
- 第10章：救伤会与救伤队的解散事宜
- 第11章：财产和负债等的转移
- 第12章：收入和财产申请
- 第13章：限制出售圣约翰的徽章等
- 第14章：拥有和限制使用圣约翰徽章
- 第15章：限制使用「圣约翰」等字眼以做广告用途
- 第16章：违反之惩罚